# HUDORA
Hudora is een Duitse fabrikant van sport- en spelartikelen.
Het bedrijf werd in 1919 als fabriek van schaatsen opgericht door Hugo Dornseif in Radevormwald (Noordrijn-Westfalen). De merknaam werd een samentrekking van HUgo DOrnseif RAdevormwald. In 1926 ontwikkelde HUDORA een schaats uit een stuk, die door professionele schaatsers als Dagmar Lurz, Norbert Schramm, Rudi Cerne en Katharina Witt in gebruik werd genomen. Na de Tweede Wereldoorlog legde HUDORA zich tevens toe op het maken van rolschaatsen die men onder de schoen kon binden, en vanaf de jaren zeventig op rolschaatsen met schoen. Een decennium later liftte het bedrijf mee op de trend van inline skates.
In 1999 verhuisde het bedrijf naar de huidige locatie in Remscheid, en breidt het assortiment uit met ministeps. Anno 2008 is HUDORA een fabrikant met een uitgebreid assortiment van sportartikelen.